# Psychotria tessmannii
Psychotria tessmannii är en måreväxtart som beskrevs av Paul Carpenter Standley. Psychotria tessmannii ingår i släktet Psychotria och familjen måreväxter. Inga underarter finns listade i Catalogue of Life.